# Mlęcin
Mlęcin – wieś sołecka w Polsce położona w województwie mazowieckim, w powiecie mińskim, w gminie Dobre. 

Wierni Kościoła rzymskokatolickiego należą do parafii Trójcy Świętej w Wiśniewie, a wierni Kościoła Starokatolickiego Mariawitów należą do parafii Trójcy Przenajświętszej w Wiśniewie.

## Historia
Miejscowość Mlęcin istniała już XV w.  
W 1442 r. w Gnieźnie toczyła się sprawa apelacyjna dotycząca parafii Wiśniew, tj. plebana z sołtysem i kmieciami jednej ze wsi. W 1513 r. pleban wiśniewski Jan wytoczył proces Kapitule Poznańskiej o pobieranie dziesięcin z „ról wójtowskich w Wiśniewie, Mlęcinie i Turku", które jego poprzednicy pobierali od przeszło 70 lat, a w 1504 r. biskup Jan Lubrański darował je właśnie Kapitule Poznańskiej. 
Miejscowość usytuowana była przy trakcie prowadzącym z Warszawy, przez Stanisławów, dalej Grębków, aż do Siedlec. W XV w. Mlęcin należał do ziemi warszawskiej. 
W 1620 r. dominikanie warszawscy nabyli wieś Mlęcin z Wolą Mlęcińską i Gęsianką. W przeciągu kolejnych lat dochody z Mlęcina przyczyniły się do ukończenia budowy klasztoru w Warszawie w 1647 r. W 1677 r. w trakcie epidemii cholery, zakonnicy i studium zmuszeni byli opuścić klasztor, znajdując schronienie w Mlęcinie. Epidemia trwała dwa lata. Wówczas zmarł w Mlęcinie przeor warszawski ksiądz Cypryjan Stefanowski. W lipcu 1677 r. wybrano tutaj nowego przeora, księdza Kandyda Zagórowskiego. W latach 40. XVIII w. ksiądz przeor Ochabowicz wystawił w Mlęcinie kaplicę. 
W 1827 r. Mlęcin składał się z 17 domów (w tym dwa murowane). Jego dobra składały się z folwarków: Mlęcin i Adamów oraz wsi: Mlęcin, Wiszniówka, Wólka Mlęcka, Gęsianka Borowa, Narty, Żebrówka i Strzebula. 
Podczas powstania listopadowego w 1831 r. operujące oddziały wojskowe dokonały zniszczeń, o czym świadczy sprawa allewiacyjna dworu dóbr Mlęcin z 1832 r.
W czasach Królestwa Polskiego, miejscowość należała do obwodu stanisławowskiego. Po upadku powstania styczniowego Mlęcin znalazł się w granicach powiatu radzymińskiego. Między 1867 a 1868 istniała gmina Mlęcin (wcielona później do gminy Rudzienko).
W latach 1975–1998 miejscowość administracyjnie należała do województwa siedleckiego.
W Mlęcinie funkcjonuje Ochotnicza Straż Pożarna (1965 r.) oraz Szkoła Podstawowa im. Marii Kownackiej.